# George Murray, V conte di Dunmore
George Murray, V conte di Dunmore (30 aprile 1762 – 11 novembre 1836), è stato un nobile scozzese.

## Biografia
Era il figlio maggiore di John Murray, IV conte di Dunmore, e di sua moglie, Lady Charlotte Stewart.

## Carriera
Venne eletto alla Camera dei Comuni per Liskeard nel 1800, incarico che ricoprì fino al 1802. Successe al padre nella contea nel 1809 e nel 1831 fu creato Barone Dunmore, nella paria del Regno Unito, e ciò gli diede un posto automatico nella Camera dei Lord.

## Matrimonio
Sposò, il 3 agosto 1803, Lady Susan Hamilton, figlia di Archibald Hamilton, IX duca di Hamilton, e di Lady Harriet Stewart. Ebbero tre figli:
- Alexander Murray, VI conte di Dunmore (1º giugno 1804-15 luglio 1845);
- Lord Charles Augustus Murray (22 novembre 1806-3 giugno 1895), sposò Elizabeth Wadsworth ed ebbero un figlio, sposò poi Edith Fitzpatrick ed ebbero un figlio;
- Lord Henry Anthony Murray (10 gennaio 1810-17 febbraio 1865).

## Morte
Morì l'11 novembre 1836, all'età di 74 anni.

## Ascendenza
|                                            |                                        |                                                   | Genitori                                        |  |  | Nonni |  |  | Bisnonni                              |  |  | Trisnonni                             |  |
|                                            |                                        |                                                   |                                                 |  |  |       |  |  | 8. Charles Murray, I conte di Dunmore |  |  | 16. John Murray, I marchese di Atholl |  |
|                                            |                                        |                                                   |                                                 |  |  |       |  |  | 8. Charles Murray, I conte di Dunmore |  |  | 16. John Murray, I marchese di Atholl |  |
|                                            |                                        | 17. Amelia Sophia Ann Stanley                     |                                                 |  |  |       |  |  | 8. Charles Murray, I conte di Dunmore |  |  |                                       |  |
| 4. William Murray, III conte di Dunmore    |                                        |                                                   |                                                 |  |  |       |  |  | 8. Charles Murray, I conte di Dunmore |  |  |                                       |  |
|                                            |                                        | 9. Catherine Watts                                | 18. Richard Watts                               |  |  |       |  |  |                                       |  |  |                                       |  |
|                                            |                                        | 9. Catherine Watts                                | 18. Richard Watts                               |  |  |       |  |  |                                       |  |  |                                       |  |
|                                            |                                        | 9. Catherine Watts                                | 19. Catherine Werden                            |  |  |       |  |  |                                       |  |  |                                       |  |
| 2. John Murray, IV conte di Dunmore        |                                        | 9. Catherine Watts                                |                                                 |  |  |       |  |  |                                       |  |  |                                       |  |
|                                            |                                        | 10. William Murray, II Lord Nairne                | 20. John Murray, I marchese di Atholl (= 16)    |  |  |       |  |  |                                       |  |  |                                       |  |
|                                            |                                        | 10. William Murray, II Lord Nairne                | 20. John Murray, I marchese di Atholl (= 16)    |  |  |       |  |  |                                       |  |  |                                       |  |
|                                            |                                        | 10. William Murray, II Lord Nairne                | 21. Amelia Sophia Ann Stanley (= 17)            |  |  |       |  |  |                                       |  |  |                                       |  |
| 5. Catherine Murray                        |                                        | 10. William Murray, II Lord Nairne                |                                                 |  |  |       |  |  |                                       |  |  |                                       |  |
|                                            |                                        | 11. Margaret Nairne, II Lady Nairne               | 22. Robert Nairne, I Lord Nairne                |  |  |       |  |  |                                       |  |  |                                       |  |
|                                            |                                        | 11. Margaret Nairne, II Lady Nairne               | 22. Robert Nairne, I Lord Nairne                |  |  |       |  |  |                                       |  |  |                                       |  |
|                                            |                                        | 11. Margaret Nairne, II Lady Nairne               | 23. Margaret Graham                             |  |  |       |  |  |                                       |  |  |                                       |  |
| 1. George Murray, V conte di Dunmore       |                                        | 11. Margaret Nairne, II Lady Nairne               |                                                 |  |  |       |  |  |                                       |  |  |                                       |  |
|                                            | 12. James Stewart, V conte di Galloway | 24. Alexander Stewart, III conte di Galloway      |                                                 |  |  |       |  |  |                                       |  |  |                                       |  |
|                                            | 12. James Stewart, V conte di Galloway | 24. Alexander Stewart, III conte di Galloway      |                                                 |  |  |       |  |  |                                       |  |  |                                       |  |
|                                            | 12. James Stewart, V conte di Galloway | 25. Mary Douglas                                  |                                                 |  |  |       |  |  |                                       |  |  |                                       |  |
| 6. Alexander Stewart, VI conte di Galloway | 12. James Stewart, V conte di Galloway |                                                   |                                                 |  |  |       |  |  |                                       |  |  |                                       |  |
|                                            |                                        | 13. Catherine Montgomerie                         | 26. Alexander Montgomerie, IX conte di Eglinton |  |  |       |  |  |                                       |  |  |                                       |  |
|                                            |                                        | 13. Catherine Montgomerie                         | 26. Alexander Montgomerie, IX conte di Eglinton |  |  |       |  |  |                                       |  |  |                                       |  |
|                                            |                                        | 13. Catherine Montgomerie                         | 27. Margaret Cochrane                           |  |  |       |  |  |                                       |  |  |                                       |  |
| 3. Charlotte Stewart                       |                                        | 13. Catherine Montgomerie                         |                                                 |  |  |       |  |  |                                       |  |  |                                       |  |
|                                            |                                        | 14. John Campbell Cochrane, IV conte di Dundonald | 28. John Cochrane, II conte di Dundonald        |  |  |       |  |  |                                       |  |  |                                       |  |
|                                            |                                        | 14. John Campbell Cochrane, IV conte di Dundonald | 28. John Cochrane, II conte di Dundonald        |  |  |       |  |  |                                       |  |  |                                       |  |
|                                            |                                        | 14. John Campbell Cochrane, IV conte di Dundonald | 29. Susanna Hamilton                            |  |  |       |  |  |                                       |  |  |                                       |  |
| 7. Catherine Cochrane                      |                                        | 14. John Campbell Cochrane, IV conte di Dundonald |                                                 |  |  |       |  |  |                                       |  |  |                                       |  |
|                                            |                                        | 15. Anne Murray                                   | 30. Charles Murray, I conte di Dunmore (= 8)    |  |  |       |  |  |                                       |  |  |                                       |  |
|                                            |                                        | 15. Anne Murray                                   | 30. Charles Murray, I conte di Dunmore (= 8)    |  |  |       |  |  |                                       |  |  |                                       |  |
|                                            |                                        | 15. Anne Murray                                   | 31. Catherine Watts (= 9)                       |  |  |       |  |  |                                       |  |  |                                       |  |
|                                            |                                        | 15. Anne Murray                                   |                                                 |  |  |       |  |  |                                       |  |  |                                       |  |

| Controllo di autorità | VIAF (EN) 58146029662535822455 |